# Ефтим Клетников
Ефтим Клетников (на македонска литературна норма: Ефтим Клетников) е поет, журналист, литературен и художествен критик, есеист и преводач от Северна Македония. Клетников е също отявлен античен македонист и българофоб.

## Биография
Роден е в 1946 година в Негрево. Завършва в 1969 година история на литературите на Югославия със славистика във Философския факултет на Скопския университет. Следва в Париж в периода 1979 – 1980 година като стипендиант на френското правителство. Известно време Клетников е директор на фестивала Стружки вечери на поезията. Автор е на над 20 книги с поезия, а също така и на книги с приказки. Публикува есета и критика. Клетников е лауреат на множество престижни награди. Член е на Македонския ПЕН център и на дружеството Независими писатели на Македония.

## Творчество
Поезия
- Модер вир,
- Зраци и самраци,
- Окото на Темниот,
- Песни за Огнен,
- Икра и крило,
- Гласови,
- Триок,
- Магновенија,
- Маж и жена со лице спроти ѕвездите,
- Прасјај,
- Троја.

Поезија за деца
- Кула со златно ѕвоно,
- Златна рипка,
- Море во сонот,
- 88 песни за месечината,
- Сончеви песни.

Есета и критика
- Орион,
- Јатка,
- Во потрага по целината.

Автор е на няколко антологии на македонската поезия. Превежда от руски, френски, словенски, сръбски, хърватски и словашки език. Редактор е на вестника на Независимите писатели на Македония „Наше писмо“.